# Abobo Baoulé
Abobo Baoulé est un village de la commune d'Abobo nord d'Abidjan. Il est situé à 10 km du Plateau, la commune des affaires de la capitale économique,,. Il a une population cosmopolite de 4000 habitants.